# Sonorisierung
Als Sonorisierung (lat. sonōrus „tönend“) oder Lenisierung (lat. lēnis „mild“) wird in der Sprachwissenschaft die Umwandlung eines stimmlosen („harten“) in einen stimmhaften („weichen“) Konsonanten bezeichnet, z. B. /p/ zu /b/, /t/ zu /d/ oder /k/ zu /g/.
Desonorisierung ist das gegenteilige Phänomen. Es findet sich z. B. im Spanischen und wird in diesem Zusammenhang als kastilische Desonorisierung bezeichnet. 